# Contea di Wuhua
La contea di Wuhua (平远县S, Wǔhuá XiànP) è una contea della Cina, situata nella provincia del Guangdong e amministrata dalla prefettura di Meizhou.